# La Maladroite
Pour plus de détails, voir Fiche technique et Distribution.
La Maladroite est un téléfilm français d'Éléonore Faucher diffusé pour la première fois en 2019.
Il est librement inspiré de l'affaire Marina Sabatier.

## Synopsis
Stella a 6 ans, mais rentre pour la première fois à l'école. Joyeuse, exubérante — un peu trop peut-être — et boulimique, c'est une enfant attachante, mais souvent absente. Ses professeurs remarquent des blessures sur son corps, mais la petite fille prétend qu'elle est maladroite ; en réalité elle est victime de maltraitance. Son institutrice a des soupçons, mais le médecin scolaire qui l'examine ne remarque rien d'anormal. Les services sociaux tardent à réagir, les déménagements successifs de la famille ne facilitant pas leurs actions. Les parents signalent la disparition de Stella, mais le père finira par avouer la terrible vérité.
Ce téléfilm est une libre adaptation du livre homonyme d'Alexandre Seurat, publié en 2015, lui-même relatant les faits de l'affaire Marina Sabatier, une affaire judiciaire française liée au décès de la petite Marina Sabatier en août 2009, à l'âge de 8 ans, à la suite de sévices infligés par ses deux parents.

## Distribution
Sauf indication contraire, les informations mentionnées dans cette section peuvent être confirmées par les bases de données cinématographiques IMDb et Allociné,  présentes dans la section « Liens externes ».
- Isabelle Carré : Céline Thibault
- Émilie Dequenne : Emma Saugier
- India Hair : Laetitia Dubois
- Damien Jouillerot : Sylvain Dubois
- Elsa Hyvaert : Stella Dubois
- Pierre Diot : Ghislain Massini
- Coralie Russier : Rachel David
- Patrick Descamps : Docteur Philippe
- Pasquale d'Inca : Capitaine Gressot
- Magali Woch : Lieutenant Kharoubi
- Christine Brücher : Docteure Pelta
- Tania Dessources : Julie Lemercier
- Lola Naymark : Docteure Santis

Principaux acteurs du téléfilm
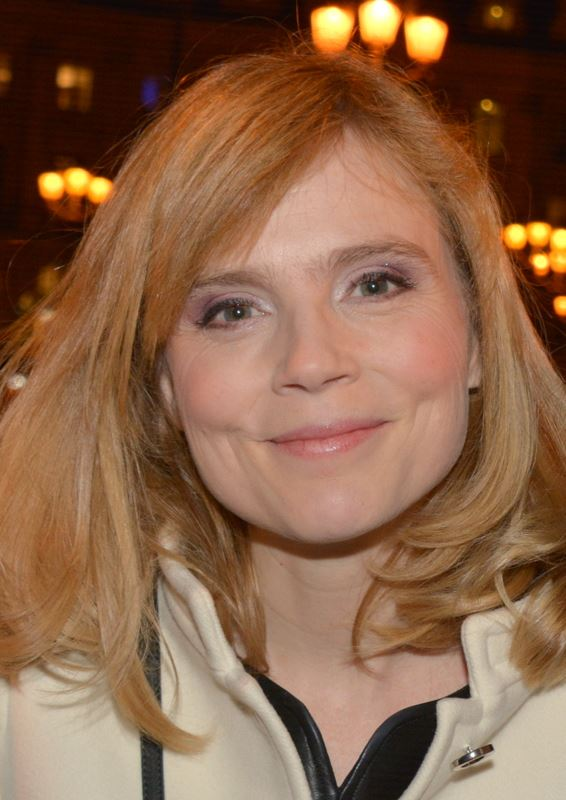
Isabelle Carré
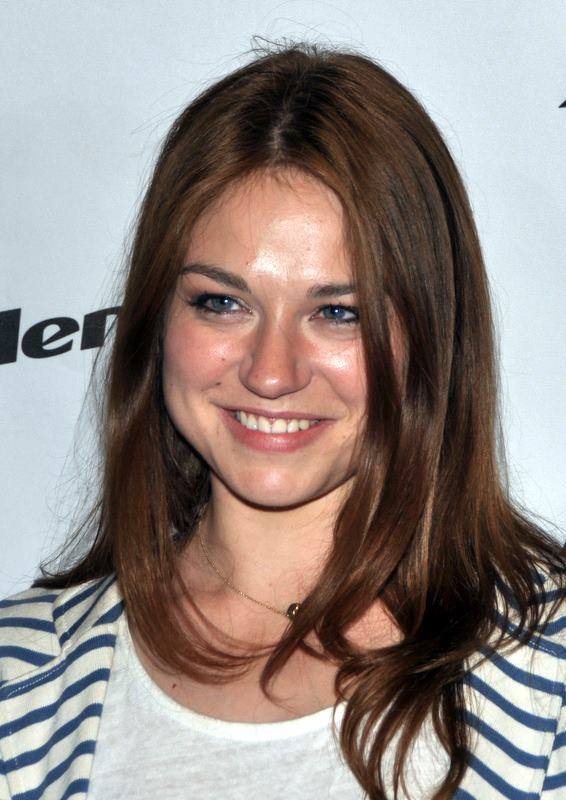
Émilie Dequenne
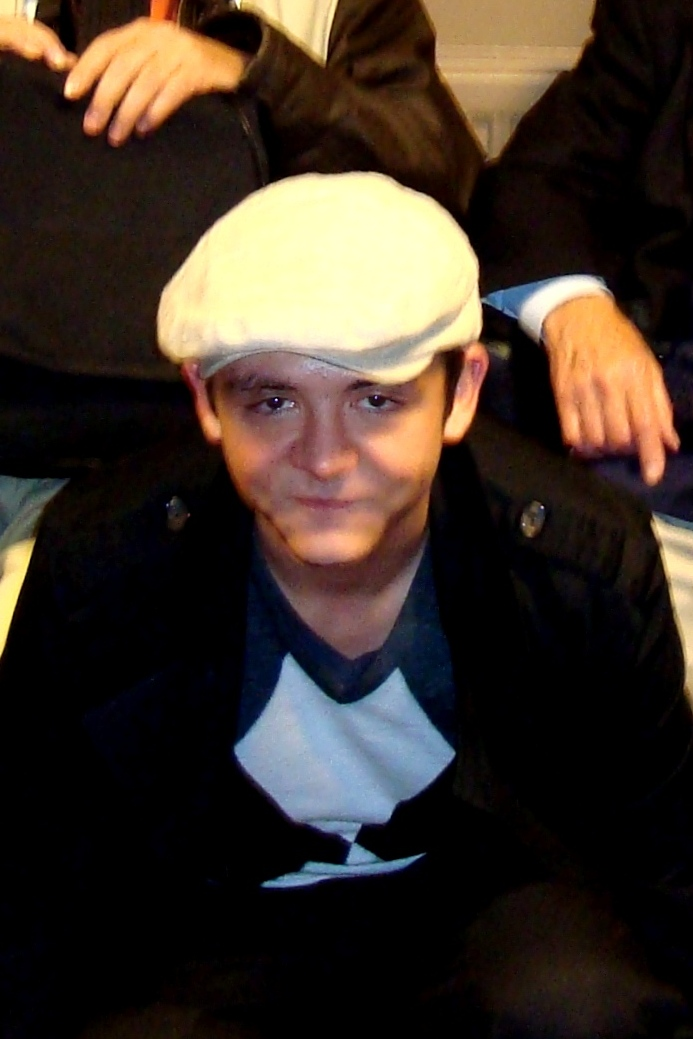
Damien Jouillerot

## Production

### Tournage
Le tournage s'est déroulé fin 2018. Certaines scènes à la mairie de Bry, d'autres à Villeneuve-Saint-Denis. Dans cette deuxième commune, la mairie a été transformée en école, et l'école Marie Curie toute proche a aussi servi de lieu de tournage, auquel de nombreux enfants de la commune ont pu participer en tant que figurants. Des scènes ont aussi été tournées au centre aquatique du Val d'Europe.

### Fiche technique
Sauf indication contraire, les informations mentionnées dans cette section peuvent être confirmées par les bases de données cinématographiques IMDb et Allociné,  présentes dans la section « Liens externes ».
- Titre original : La Maladroite
- Réalisation : Éléonore Faucher
- Création et scénario : Françoise Charpiat et Natalie Carter
- Musique : Cyrille Aufort
- Producteur exécutif : Frédéric Bruneel
- Directeur de production : Benoît Pilot
- Directeur de la photographie : Nicolas Gaurin
- Sociétés de production : Storia Télévision et LM Les films
- Société de distribution : France Télévisions Distribution
- Pays d'origine :  France
- Langue originale : français
- Format : couleur
- Genres : drame, fait divers
- Durée : 84 minutes (1 h 24 min)
- Dates de première diffusion : 
  -  : 20 octobre 2019 sur La Une
  -  : 15 novembre 2019 sur RTS Un
  -  : 19 novembre 2019 sur France 3
- Public : tout public

## Accueil

### Audiences et diffusion

#### En France
En France, le téléfilm est diffusé pour la première fois le mardi 19 novembre 2019 sur France 3, à 21 h. Elle permet à la chaîne de se classer en tête des audiences de la soirée, réunissant 4 480 000 téléspectateurs, soit 19,6 % du public de 4 ans et plus.
Il est à nouveau diffusé presque un an plus tard, le mercredi 18 novembre 2020, à 21 h 5, cette fois-ci sur France 2. Encore une fois, la chaîne se classe première des audiences de la soirée, avec 4 320 000 téléspectateurs, soit 18,3 % du public de 4 ans et plus.

#### En Belgique
En Belgique, le téléfilm est diffusé le dimanche 20 octobre 2019 sur La Une, à 20 h 50. Il réunit 484 913 téléspectateurs, soit 33,1 % du public.

### Critiques de la presse
Le journal La Croix décrit un « casting juste » et une histoire « éprouvante mais jamais larmoyante », détaillant : « India Hair convainc en mère odieuse et négligente tandis que Damien Jouillerot joue avec justesse l’époux obéissant, s’efforçant de donner le change face à un duo d’enseignantes suspicieuses (Isabelle Carré et Émilie Dequenne) ». Il souligne aussi que « le téléfilm [...] ne montre aucune scène de violences physiques ».
Le Parisien de son côté attribue la note de « 5 / 5 » au téléfilm.
Telerama : "sobre et bouleversant".

## Distinctions
- 2020 : Prix Média Enfance Majuscule, catégorie fiction (mention)[12].